# Lungavilla
Lungavilla ist eine norditalienische Gemeinde (comune) mit 2419 Einwohnern (Stand 31. Dezember 2023) in der Provinz Pavia in der Lombardei. Die Gemeinde liegt etwa 18 Kilometer südsüdwestlich von Pavia in der Oltrepò Pavese.

## Geschichte
Bis 1894 hieß die Gemeinde Calcababbio. Urkundlich wird sie erstmals im 13. Jahrhundert erwähnt. 

## Verkehr
Durch die Gemeinde führt die Autostrada A21 von Turin nach Brescia. Ein Anschluss besteht allerdings nicht. 
Der Bahnhof von Pizzale-Lungavilla liegt an der Bahnstrecke Mailand–Genua.